# Verbasciola mamaevae
Verbasciola mamaevae är en tvåvingeart som beskrevs av Fedotova 2004. Verbasciola mamaevae ingår i släktet Verbasciola och familjen gallmyggor. Inga underarter finns listade i Catalogue of Life.